# Princip
Princip (z lat. principium, počátek) je základní a obecně uznávané myšlenkové východisko, zásada, zákon, pravidlo, které se nedokazuje (axiom, postulát), ale z něhož lze chápat nebo odvozovat další důsledky pro jednání nebo poznání. U technických zařízení základní myšlenka, z níž lze pochopit jeho fungování (např. princip elektromotoru). Každá věda má své principy, z nichž při svém uvažování vychází.

## Filosofie
Filosofický slovník Universum rozlišuje principy bytí (ontologické nebo metafysické), principy myšlení (logické a epistemologické) a principy vůle (etické či praktické).
Starověká filosofie chápala princip (řec. arché) jako původ a počátek nějaké skutečnosti, něco, co ji vysvětluje. Uvažování o principech tak bylo zároveň uvažováním o původu a příčinách jsoucího, případně jednotlivých jevů a skutečností. Náleželo tak do oblasti první filosofie či metafyziky. Od R. Descarta a jeho „Principů filosofie“ se zkoumáním principů chápe spíše jako zkoumání podmínek jistého poznání a otázek epistemologie.
V logice se jako principy označují výchozí a klíčová vodítka, jimiž se určitá logika nutně řídí. Mezi základní principy klasické logiky patří princip identity, princip sporu nebo princip vyloučeného třetího. Naopak intuicionistická nebo trojhodnotová logika princip vyloučeného třetího nepoužívá. Podobnou, spíše nutnou či axiomatickou povahu má v mnoha vědách princip kauzality.
Naproti tomu se ve vědách jako principy často označují také vůdčí výkladové myšlenky určité vědecké školy nebo teorie, například princip komplementarity, princip neurčitosti nebo různé principy relativity. Bohrův princip komplementarity vyžaduje, aby nová teorie dokázala zahrnout i teorii předchozí, kterou chce nahradit, jako svůj limitní případ.
Principy vůle či jednání jsou v praktické filosofii zásady - podle I. Kanta také maximy - jimiž se musí necht vést každá rozumová jednající bytost, aby se nedostala sama se sebou do sporu a nepopřela tak svoji rozumovost. Z těchto principů či maxim se teprve odvozují pravidla a zákony pro různé případy a situace. Takovým principem měl být Kantův kategorický imperativ.
| „                               | Charakter člověka vyžaduje, aby si nejdříve kladl maximy a pak teprve pravidla. Pravidla, pokud nejsou omezena maximami, jsou pedantská (...) Jsou to jen chodítka pro nedospělé. Maxima musí soudnosti určovat, který případ pod pravidlo spadá. | “ |
| — I. Kant, Lose Blätter N. 1164 | |   |